# Cleveland Charge
Cleveland Charge – zawodowy zespół koszykarski, z siedzibą w mieście Cleveland, (stan Ohio). Drużyna jest członkiem ligi D-League, jej spotkania są rozgrywane w hali Canton Memorial Civic Center. Trenerem jest Jordi Fernandez.
Klub powstał w 2001 roku i do 2005 nosił nazwę Huntsville Flight. Po przeprowadzce do Albuquerque zmieniono jego nazwę na Thunderbirds. W 2006 roku został mistrzem D-League.
W 2010 roku nazwa klubu uległa zmianie po raz kolejny, tym razem na New Mexico Thunderbirds. Po zaledwie jednym sezonie przeniesiono klub do Canton, w Ohio, gdzie rezyduje do dziś.
W sezonie 2013/14 w klubie występował reprezentant Polski – Olek Czyż. W trakcie 25 spotkań notował średnio 12 punktów, 7,3 zbiórki 0,9 asysty i 1 przechwyt.

## Powiązania z zespołamiNBA
- Cleveland Cavaliers (2006–2007, od 2011)
- Dallas Mavericks (2008–2010)
- Indiana Pacers (2006–2007)
- Miami Heat (2008–2009)
- New Orleans Hornets (2009–2011)
- Orlando Magic (2010–2011)
- Philadelphia 76ers (2007–2008)
- Phoenix Suns (2005–2008)
- Sacramento Kings (2005–2006)
- Seattle SuperSonics (2005–2006)
- Utah Jazz (2005–2006)

## Wyniki sezon po sezonie
| Huntsville Flight        |                        |                        |     |     |      |                                                                                          |
| 2001–02                  |                        | 5                      | 26  | 30  | 46,4 |                                                                                          |
| 2002–03                  |                        | 8                      | 22  | 28  | 44,0 |                                                                                          |
| 2003–04                  |                        | 3                      | 24  | 22  | 52,2 | Wygrana – Półfinały (Charleston) 108-100 Przegrana – Finały D-League (Asheville) 108-106 |
| 2004–05                  |                        | 3                      | 27  | 21  | 56,3 | Przegrana – Półfinały (Asheville) 90-86                                                  |
| Albuquerque Thunderbirds |                        |                        |     |     |      |                                                                                          |
| 2005–06                  |                        | 2                      | 26  | 22  | 54,2 | Wygrana – Półfinały (Florida) 80-71 Wygrana – Finały D-League (Fort Worth) 119-108       |
| 2006–07                  | Zachodnia              | 3                      | 24  | 26  | 48,0 | Przegrana – Półfinały (Colorado) 130-100                                                 |
| 2007–08                  | Południowo-zachodnia   | 4                      | 22  | 28  | 44,0 |                                                                                          |
| 2008–09                  | Południowo-zachodnia   | 3                      | 24  | 26  | 48,0 |                                                                                          |
| 2009–10                  | Zachodnia              | 7                      | 18  | 32  | 36,0 |                                                                                          |
| New Mexico Thunderbirds  |                        |                        |     |     |      |                                                                                          |
| 2010–11                  | Zachodnia              | 9                      | 20  | 30  | 40,0 |                                                                                          |
| Suma – sezon regularny   | Suma – sezon regularny | Suma – sezon regularny | 233 | 265 | 46,8 | 2001–2011                                                                                |
| Suma – play-off          | Suma – play-off        | Suma – play-off        | 3   | 3   | 50,0 | 2001–2011                                                                                |

| Canton Charge   |                 |                 |     |     |       |                                                                            |
| 2011–12         | Wschodnia       | 4               | 27  | 23  | 54,0  | Wygrana – Runda I (Springfield) 2-1 Przegrana – Półfinały (Austin) 1–2     |
| 2012–13         | Wschodnia       | 1               | 30  | 20  | 60,0  | Przegrana – Runda I (Tulsa) 1-2                                            |
| 2013–14         | Wschodnia       | 2               | 28  | 22  | 56,0  | Przegrana – Runda I (Sioux Falls) 1-2                                      |
| 2014–15         | Atlantycka      | 2               | 31  | 19  | 62    | Wygrana – Runda I (Sioux Falls) 2–1 Przegrana – Półfinały (Fort Wayne) 0–2 |
| 2015–16         | Centralna       | 2               | 31  | 19  | 62    | Wygrana – Runda I (Maine) 2–0 Przegrana – Półfinały (Sioux Falls) 0–2      |
| 2016–17         | Centralna       | 3               | 29  | 21  | 58    | Przegrana – Runda I (Raptors) 0–2                                          |
| Sezon regularny | Sezon regularny | Sezon regularny | 409 | 389 | 51,3% | 2001–2017                                                                  |
| Play-off        | Play-off        | Play-off        | 12  | 16  | 42,9% | 2001–2017                                                                  |

## Nagrody i wyróżnienia
| MVP meczu gwiazd - Quinn Cook (2017) Największy postęp - Dar Tucker (2011) Impact Player of the Year - John Holland (2017) Debiutant Roku - Quinn Cook (2016) | Sportsmanship Award - Mike Wilks (2002) - Will Conroy (2009) Trener roku - Alex Jensen (2013) Menedżer Roku - Mike Levy (2016) |

I skład D-League
- Will Conroy (2009)
- Quinn Cook (2017)

II skład D-League
- Philip Ricci (2004)
- Damone Brown (2005)
- Jorge Gutierrez (2014)
- Arinze Onuaku (2015)
- Nick Minnerath (2016)

III skład D-League
- Arinze Onuaku (2014)
- Quinn Cook (2016)
- John Holland (2017)
- Eric Moreland (2017)

All-D-League Honorable Mention Team

- Jimmie Hunter (2002)
- Eric Chenowith (2002)
- Brandon Williams (2003)
- Lonnie Harrell (2003)
- Rod Grizzard (2004)

- Mateen Cleaves (2004)
- Earl Barron (2005)
- Rodney Bias (2005)
- Andreas Gliniadakis (2006)
- T.J. Cummings (2006)

- Tierre Brown (2006)
- Dijon Thompson (2007)
- Antonio Meeking (2009)
- Jasper Johnson (2009)
- Keith McLeod (2010)

- Trey Gilder (2010)
- Shane Edwards (2011)
- Arinze Onuaku (2013)
- Kyle Gibson (2013)

I skład defensywny D-League
- Jorge Gutierrez (2013–2014)
- Eric Moreland (2017)

III skład defensywny D-League
- Gilbert Brown (2014)

I skład debiutantów D-League
- Jorge Gutierrez (2013)

II skład debiutantów D-League
- Kyle Gibson (2012)
- Micheal Eric (2013)

Uczestnicy meczu gwiazd

- Arinze Onuaku (2013–2014)[16][17]
- Dijon Thompson (2007)[18]
- Will Conroy (2009)[19]
- Carlos Powell (2010)[20]
- Shane Edwards (2011)[21]

- Tyrell Biggs (2012)[22]
- Kevin Jones (2014)[17]
- Arinze Onuaku (2015)[23]
- Quinn Cook (2016, 2017)[24][25]
- Eric Moreland (2017)[25]

Zwycięzcy konkursu shooting stars
- Shane Edwards (2011)[26]
- Carlos Powell (2010)[26]

Zwycięzcy konkursu H–O–R–S–E
- Will Conroy (2009)[27]

Zwycięzcy konkursu wsadów
- Dar Tucker (2011)